# Nyctemera nicobarensis
Nyctemera nicobarensis är en fjärilsart som beskrevs av Gottfried Christian Reich 1932. Nyctemera nicobarensis ingår i släktet Nyctemera och familjen björnspinnare. Inga underarter finns listade i Catalogue of Life.